# Zeugma in Syria
Zeugma in Syria (łac. Dioecesis Zeugmatensis in Syria) – stolica historycznej diecezji w Cesarstwie Rzymskim (prowincja Syria Secunda), współcześnie w Syrii. Od XIX w. katolickie biskupstwo tytularne, najpierw jako Zeugma. W 1930 roku do nazwy dodano in Syria.

## Biskupi tytularni
| Lp. | Biskup                             | Funkcja                                                     | Od                | Do                |
| --- | ---------------------------------- | ----------------------------------------------------------- | ----------------- | ----------------- |
| 1   | Raffaele Rossi                     |                                                             | 18 marca 1895     | 8 lipca 1895      |
| 2   | John Murphy Farley                 | arcybiskup Nowego Jorku (USA)                               | 18 listopada 1895 | 15 września 1902  |
| 3   | Libert Hubert John Louis Boeynaems |                                                             | 8 kwietnia 1903   | 13 maja 1926      |
| 4   | Pierre-Sylvain Valentin            |                                                             | 16 listopada 1926 | 11 kwietnia 1946  |
| 5   | John Joseph McEleney               | wikariusz apostolski Jamajki                                | 3 lutego 1950     | 29 lutego 1956    |
| 6   | Joseph Michael Schmondiuk          | biskup pomocniczy Filadelfii (USA)                          | 7 lipca 1956      | 14 sierpnia 1961  |
| 7   | Dionisio Borra                     | emerytowany biskup Fossano (Włochy)                         | 2 września 1963   | 7 stycznia 1972   |
| 8   | Iwannis Louis Awad                 | syryjsko–katolicki egzarcha apostolski Wenzueli (Wenezuela) | 17 maja 2003      | 18 listopada 2020 |